# Вольфенштейн, Линкольн
Линкольн Вольфенштейн (англ. Lincoln Wolfenstein; 10 февраля 1923, Кливленд, Огайо — 27 марта 2015, Окленд, Калифорния) — американский физик-теоретик. Известен работами в области нейтринных осцилляций. Разработчик гипотезы сверхслабого взаимодействия.

## Биография
Учился в Чикагском университете (степень бакалавра в 1943 году, степень магистра в 1944 году). В 1949 году получил там докторскую степень под руководством Эдварда Теллера. С 1944 по 1946 год он был членом Национального консультативного комитета по воздухоплаванию. С 1948 года он работал в Университете Карнеги-Меллона в Питтсбурге. Ушёл в отставку в 2000 году, проработав там в течение 52 лет, но и после этого продолжил проводить занятия.
Известен прежде всего своими работами, связанными с феноменологией элементарных частиц, связи теории и эксперимента. В 1978 высказал идеи о влиянии электронов в земной и солнечной материи на распространения нейтрино. Эта идея привела к объяснению проблемы солнечных нейтрино (эффект Михеева — Смирнова — Вольфенштейна). В 2005 году получил премию Бруно Понтекорво за новаторскую работу по изучению эффекта МСВ.
В 1978 году был избран членом Национальной академии наук.
В 1986 году был награжден премией «Новый человек» Центром Томаса Мертона в Питтсбурге за его работу в стремлении к ядерному разоружению. Он всю жизнь выступал за ответственную науку, а также за права и свободы личности.
В 1992 году был удостоен премии Сакураи за «его большой вклад в теорию слабых взаимодействий, в частности нарушения CP-инвариантности и свойств нейтрино».